# Zwei-plus-Vier-Vertrag

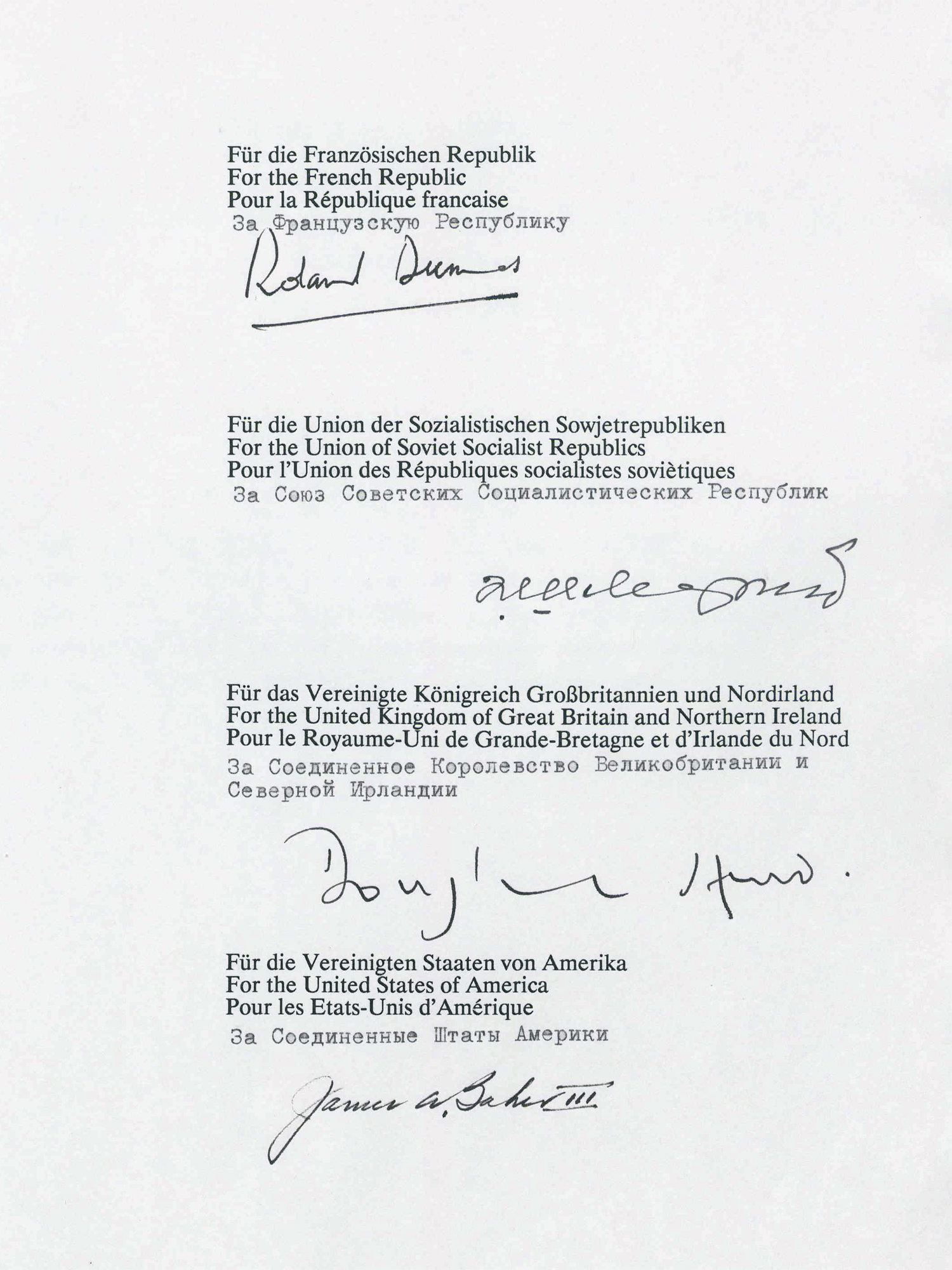
Unterschriften der Vier Mächte

Der Zwei-plus-Vier-Vertrag (vollständiger amtlicher Titel: Vertrag über die abschließende Regelung in bezug auf Deutschland; daher auch kurz als Regelungsvertrag bezeichnet) ist ein Staatsvertrag zwischen der Bundesrepublik Deutschland und der Deutschen Demokratischen Republik (den namensgebenden zwei deutschen Staaten) einerseits sowie Frankreich, der Sowjetunion, Großbritannien und den Vereinigten Staaten von Amerika andererseits. Er machte den Weg für die Wiedervereinigung Deutschlands frei, wurde am 12. September 1990 in Moskau unterzeichnet und trat am 15. März 1991, dem Tag der Hinterlegung der letzten Ratifikationsurkunde durch die Sowjetunion, mit einer offiziellen Zeremonie in Kraft. Die hiermit verbundene endgültige Beendigung der Rechte und Verantwortlichkeiten dieser vier Mächte und ihrer entsprechenden Vereinbarungen und Beschlüsse teilten die Regierungen der Vier Mächte durch entsprechende Verbalnoten vom 5. April 1991 dem Generalsekretär der Vereinten Nationen in einer Bekanntmachung an alle Staaten mit. Die beiden deutschen Staaten wiederum erklärten mit der im Regelungsvertrag zum Ausdruck gebrachten Anerkennung der Oder-Neiße-Grenze, dass das vereinte Deutschland endgültig auf die ehemaligen deutschen Ostgebiete und damit auf etwa ein Viertel des früheren deutschen Staatsgebietes verzichten werde.
Was die völkerrechtlichen Pflichten Deutschlands, insbesondere das Verbot der atomaren Bewaffnung angeht, bekräftigt der Zwei-plus-Vier-Vertrag nur bereits bestehende völkerrechtliche Pflichten, begründet aber keine neuen Verpflichtungen und bleibt insoweit „deklaratorisch“.
Als Anerkennung des Selbstbestimmungsrechts der Deutschen wurde der Umstand angesehen, dass es keine reine „Viermächtekonferenz über Deutschland“ gab, vielmehr die Deutschen teilnahmen. Der Zwei-plus-Vier-Vertrag gilt deswegen als die endgültige Friedensregelung nach dem Zweiten Weltkrieg und markiert somit das Ende der Nachkriegszeit in Deutschland.
Die Zwei-plus-Vier-Verhandlungen werden als ein Meisterstück der internationalen Diplomatie beurteilt. Innerhalb kürzester Zeit wurden Probleme gelöst, die eine ganze Epoche geprägt und gestaltet hatten.

## Entstehung

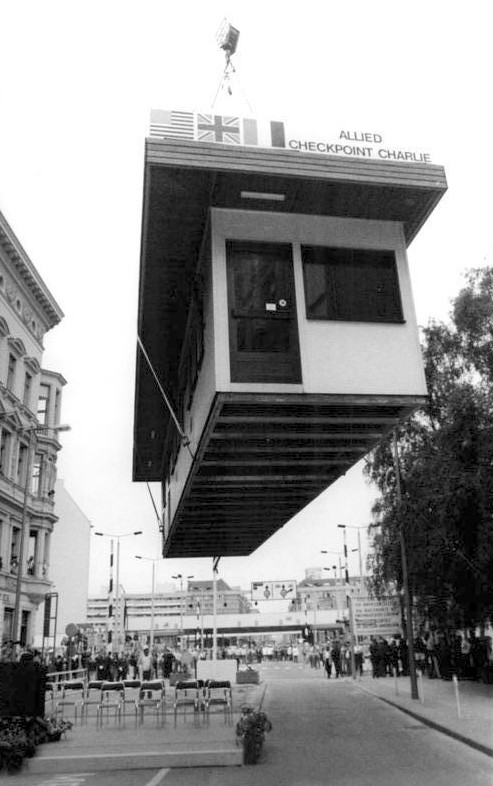
Zum Auftakt der Zwei-plus-Vier-Gespräche der Außenminister wurde das Wachgebäude am Grenzübergang „Checkpoint Charlie“ in Berlin am 22. Juni 1990 demontiert. Es befindet sich heute im AlliiertenMuseum.

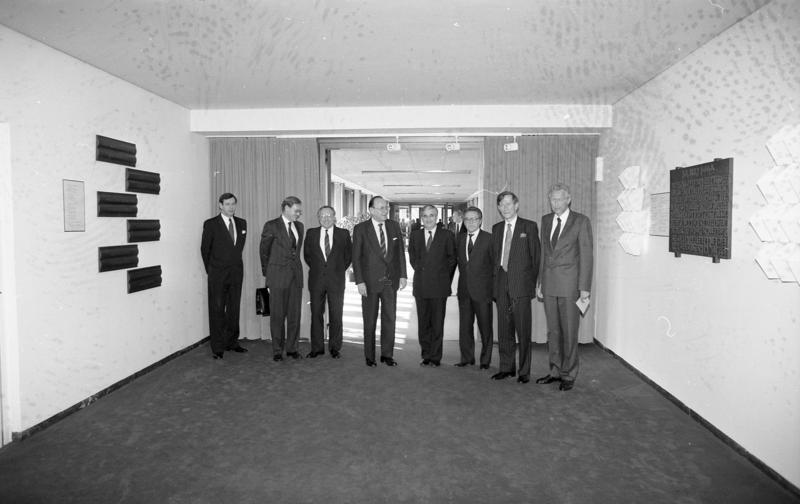
Zusammenkunft der ersten Gesprächsrunde nach der in Ottawa vereinbarten Formel „2+4“ auf Beamtenebene im Auswärtigen Amt am 14. März 1990 (rechts: Dieter Kastrup, Ministerialdirektor und Delegationsleiter der Bundesrepublik Deutschland; 4. v. l.: Bundesaußenminister Hans-Dietrich Genscher)

Nach dem Fall der Berliner Mauer am 9. November 1989 war die Möglichkeit einer Wiedervereinigung Deutschlands auf die internationale Agenda gekommen. Mit der Zuspitzung der wirtschaftlichen und demographischen Krise der DDR gewann diese Frage innerhalb weniger Wochen an Dringlichkeit. Dies zeigte sich deutlich, als der Runde Tisch am 28. Januar die Volkskammerwahl vom 6. Mai auf den 18. März 1990 vorverlegte, weil andernfalls zu befürchten stand, dass sie gar nicht mehr stattfinden würde. Damit war klar, dass die internationalen Aspekte der deutschen Frage zeitnah geregelt werden mussten, die nach dem Zweiten Weltkrieg nur vorbehaltlich eines Friedensvertrags geklärt worden waren. Im Einzelnen ging es um die Vorbehaltsrechte der Alliierten und die vollständige Souveränität Deutschlands, um seine Grenzen, seine Bündniszugehörigkeit und die auf seinem Staatsgebiet stationierten ausländischen Truppen. Als Rahmen kamen die Konferenz über Sicherheit und Zusammenarbeit in Europa (KSZE) oder reguläre Friedensverhandlungen mit sämtlichen Staaten, die sich 1945 im Kriegszustand mit dem Deutschen Reich befunden hatten, in Frage. Eine solche „Mammutkonferenz“ (Hans-Ulrich Wehler) wäre aber zeitlich und organisatorisch sehr aufwändig gewesen. Außerdem wären dabei die Forderungen sämtlicher Siegermächte nach Reparationen bzw. nach Entschädigung ihrer Staatsbürger auf die Verhandlungsagenda gekommen. Stattdessen schlug Dennis Ross, der Leiter des Politischen Planungsstabs im Außenministerium der Vereinigten Staaten ein zweigleisiges Verfahren mit einer deutlich reduzierten Zahl von Beteiligten vor: Zunächst sollten die beiden deutschen Staaten bilateral die Fragen der inneren Einigung klären, um dann gemeinsam mit den vier Siegermächten die äußeren Fragen zu behandeln. Diesem Format stimmten am 13. Februar 1990 alle Beteiligten am Rande der „Open-Skies“-Konferenz der KSZE in Ottawa grundsätzlich zu. Die polnische Regierung forderte zwar, an den Verhandlungen beteiligt zu werden, doch beschied der Präsident der Vereinigten Staaten George H. W. Bush dem Ministerpräsidenten Tadeusz Mazowiecki im März 1990 telefonisch, er vertraue auf die deutsche Bundesregierung, und Mazowiecki solle das auch tun. Damit war klar, dass eine gleichberechtigte Teilnahme Polens nicht in Frage kam. Auch der sowjetische Außenminister Eduard Schewardnadse drängte die Polen, dem Zwei-plus-Vier-Format zuzustimmen. Den Regierungen Italiens und der Niederlande, die ebenfalls Interesse an einer Teilnahme bekundet hatten, beschied Bundesaußenminister Genscher: „You are not part of the game“. Sie fügten sich.
Der Paraphierung des Vertrages für eine „abschließende Regelung“ (im Englischen final settlement) der bis dahin teils ungeklärten deutschen Frage gingen die Zwei-plus-Vier-Gespräche der sechs Außenminister und ihrer Beamten voraus, die in vier Runden am 5. Mai in Bonn, am 22. Juni im Schloss Schönhausen in Ost-Berlin, am 17. Juli in Paris (unter Beteiligung der Republik Polen) sowie am 12. September in Moskau stattfanden. Auf bundesdeutscher Seite wurden diese Verhandlungen im Wesentlichen von dem Politischen Direktor im Auswärtigen Amt Dieter Kastrup geführt, der engen Kontakt hielt mit seinen Kollegen John Weston, Bertrand Dufourcq vom Ministère des Affaires étrangères sowie Robert Zoellick und Raymond Seitz vom State Departement. Die eigentlich wichtigen Verhandlungen wurden nicht in diesen Konferenzen geführt, sondern von den Staats- und Regierungschefs, die sich im Laufe des Jahres 1990 bilateral und multilateral in verschiedenen Formaten trafen.
Die Ausgangslage war schwierig, da alle Siegermächte bis auf die USA Vorbehalte gegen eine deutsche Wiedervereinigung hatten. Insbesondere die britische Regierung unter Premierministerin Margaret Thatcher fürchtete ein „Viertes Reich“ und sah sich darin durch die Europawahl in Deutschland 1989 und Wahl zum Abgeordnetenhaus von Berlin 1989 bestärkt, als mit den Republikanern zum ersten Mal seit langem eine deutsche rechtsextreme Partei erfolgreich war. Der französische Staatspräsident François Mitterrand machte sich die polnische Forderung zu eigen, die Oder-Neiße-Grenze müsse vor einer Vereinigung der beiden deutschen Staaten in einem völkerrechtlichen Vertrag garantiert werden – dies wollte Bundeskanzler Helmut Kohl aus Rücksicht auf die Vertriebenen, die mehrheitlich CDU wählten, möglichst lange vermeiden. Michail Gorbatschow, der Staatspräsident der Sowjetunion, stellte Anfang März klar, eine Mitgliedschaft des wiedervereinigten Deutschlands in der NATO sei nicht hinnehmbar. Bereits am 10. Februar 1990 hatte sich Gorbatschow beim Staatsbesuch von Kanzler Kohl in Moskau zwar mit einer Wiedervereinigung grundsätzlich einverstanden erklärt, doch müsse Deutschland künftig blockfrei sein.
Es gelang Kohl und seinen Mitarbeitern jedoch, diese Vorbehalte in den kommenden Wochen abzubauen. So vereinbarte der Bundeskanzler mit dem französischen Staatspräsidenten, die Europäische Gemeinschaft (EG) zu einer politischen Union auszubauen, wie sie dann 1992 mit dem Vertrag von Maastricht geschaffen wurde. Dies schuf Vertrauen, ebenso wie die Volkskammerwahl vom 18. März, die Kohls Wiedervereinigungskurs mit 48,15 % der abgegebenen Stimmen für die Allianz für Deutschland eindrucksvoll bestätigte. Auf dem Sondergipfel der EG am 28. April 1990 in Dublin begrüßten die versammelten Staats- und Regierungschefs die beabsichtigte Vereinigung von Bundesrepublik und DDR vorbehaltlos und beschlossen für letztere Übergangsregelungen, um sie schrittweise in die EG einzugliedern. In der Frage der NATO-Zugehörigkeit hatte sich der ursprünglich kompromissbereite Kohl auf amerikanisches Anraten auf die Position festgelegt, dass das vereinigte Deutschland Mitglied sein müsse. Allenfalls konnte er sich in einer von seinem Berater Horst Teltschik angeregten Formulierung vorstellen, dass sich eine „Einschränkung der NATO-Präsenz nur auf deren Streitkräfte, nicht aber auf die Zuständigkeit des Bündnisses beziehen“ sollte, die auf das Gebiet der DDR ausgedehnt werden würde. Um die Sowjetunion dazu zu bewegen, dem zuzustimmen, bot Kohl am 23. April Botschafter Juli Alexandrowitsch Kwizinski an, eine enge Zusammenarbeit auf vielen Gebieten und einen gegenseitigen Gewaltverzicht in einem bilateralen Vertrag zu vereinbaren. Zwar reagierte dieser, wie Manfred Görtemaker schreibt, „geradezu euphorisch“, doch reichte dies nicht aus: Bei dem ersten Außenministertreffen im Rahmen des Zwei-plus-Vier-Formats in Bonn verlangte der sowjetische Außenminister Schewardnadse die Ablösung der bestehenden Militärbündnisse durch eine gesamteuropäische kooperative Sicherheitsstruktur. Damit stieß er auf Widerspruch seiner Kollegen James Baker (USA), Douglas Hurd (Großbritannien), Roland Dumas (Frankreich) und Hans-Dietrich Genscher (Bundesrepublik Deutschland), wohingegen sich DDR-Außenminister Markus Meckel durchaus vorstellen konnte, dass das vereinigte Deutschland bis zum Aufbau der von der Sowjetunion gewünschten Sicherheitsstrukturen noch eine Zeitlang Mitglied einer reformierten NATO bleiben könne. Schewardnadse schlug nun vor, die Bündnisfrage erst nach der Wiedervereinigung zu klären; bis dahin würden die alliierten Vorbehaltsrechte fortdauern. Genscher lehnte diese Entkoppelung zunächst nicht ab. Nach einer Intervention Kohls erklärte er aber am 10. Mai vor dem Deutschen Bundestag, dass das vereinte Deutschland nicht mit offenen Fragen belastet werden dürfe.
Die unnachgiebige Haltung Schewardnadses, die auch Baker und Mitterrand bei ihren Staatsbesuchen in Moskau nicht aufweichen konnten, war in den inneren Schwierigkeiten der Sowjetunion begründet: Am 11. März hatte sich die Litauische Sozialistische Sowjetrepublik für unabhängig erklärt, wogegen die sowjetische Zentralregierung weder durch Wirtschaftssanktionen noch durch Entsendung von KGB-Truppen etwas ausrichten konnte. Zudem war sie selbst in eine schwere Finanzkrise geraten. Weiterhin dominierte sowohl in der sowjetischen Öffentlichkeit wie bei den Konservativen und dem Militär die Vorstellung, die sowjetische Führung sei wie bisher gegen eine NATO-Mitgliedschaft eines vereinten Deutschland, so dass die Gefahr bestand, dass u. a. Gorbatschow, sofern anderslautende Nachrichten vorher bekannt werden würden, auf dem XXVIII. Parteitag der KPdSU, der im Juli anstand, nicht die notwendigen Mehrheiten mehr bekommen würde. Um Gorbatschow zu helfen, hatten Kohl und Mitterrand mit Zustimmung Bushs bereits am 26. April den litauischen Präsidenten Vytautas Landsbergis brieflich gebeten, die Unabhängigkeit auszusetzen, was dieser am 29. Juni umsetzte. Während des Gipfeltreffens in Washington am 31. Mai bekannte sich Gorbatschow zum sogenannten Helsinki-Prinzip, das allen Unterzeichnern der Schlussakte von Helsinki von 1975 das Recht zubilligte, ihre Bündnisse frei zu wählen. Damit wurde ein Durchbruch in der Bündnisfrage erzielt. Gorbatschow kehrte ohne Kreditzusage, aber doch mit einem amerikanisch-sowjetischen Handelsvertrag nach Moskau zurück. Und die Bundesregierung organisierte einen Kredit in Höhe von fünf Milliarden DM für die Sowjetunion, für die sie die Bürgschaft übernahm. Diese Zusage hatte Kohl am 21. Mai gegenüber den Bankiers Wolfgang Röller und Hilmar Kopper damit begründet, dass ein Bauer „vor einem aufziehenden Gewitter die Ernte rechtzeitig in die Scheune einbringen“ müsse. Außerdem zeigte sich die Bundesrepublik in der Frage der Stärke der Bundeswehr kompromissbereit, und am 6. Juli 1990 verabschiedete der NATO-Gipfel in London eine Erklärung, wonach der Warschauer Pakt „nicht mehr als Gegner“ angesehen werde; die versammelten Staats- und Regierungschefs kündigten eine Reduzierung ihrer Kernwaffen und eine Abkehr von der Strategie der Flexible Response und der Vorneverteidigung an; auch sollte die NATO von einer militärischen in eine politische Organisation bzw. Allianz umgeformt und die KSZE aufgewertet werden. Bereits im Juni hatten die NATO-Außenminister bei ihrem Treffen im schottischen Turnberry erklärt, man wolle keinen einseitigen Vorteil aus der deutschen Wiedervereinigung ziehen, vielmehr sei man bereit, die sowjetischen Sicherheitsinteressen zu berücksichtigen.
Tatsächlich konnte Gorbatschow sich auf dem Parteitag, wo namentlich seine bzw. Schewardnadses Deutschlandpolitik als Teil der Generalfrage, wer Osteuropa für die Sowjetunion verloren habe, scharf kritisiert worden war, durchsetzen. Am 10. Juli wurde er mit deutlicher Mehrheit als Staats- und Parteichef wiedergewählt. Zwei Tage nach Ende des Parteitags reisten Kohl und Genscher nach Moskau, wo Gorbatschow nun konzedierte, dass das vereinigte Deutschland Mitglied der NATO sein könne; ihr Geltungsbereich solle sich aber für eine Übergangszeit nicht auf das Territorium der DDR erstrecken, solange dort noch sowjetische Truppen stationiert waren. Gorbatschow lud Kohl in seine Datscha in Archys im Bezirk Stawropol im Kaukasus ein, wo die Gespräche in entspannter, teils privater Atmosphäre fortgesetzt wurden. Hier wurden die restlichen Fragen geklärt: Das vereinigte Deutschland werde sofort seine volle Souveränität erhalten, verzichte aber auf ABC-Waffen, die Bundeswehr dürfe höchstens 370.000 Mann umfassen. Über die militärische Obergrenze hatten sich Genscher und Kohl noch auf dem Hinflug gestritten: Der Kanzler hatte nicht unter 400.000 Mann gehen wollen, Genschers Vorstellung, es könnten auch nur 350.000 Mann sein, laufe auf die Schaffung einer Berufsarmee hinaus.
Diese scheinbar weitgehende und plötzliche sowjetische Konzilianz rechtfertigte Schewardnadse gegenüber seinen konsternierten Mitarbeitern:

„Wir sind außerstande, Deutschlands Vereinigung zu stoppen, es sei denn mit Gewalt. Doch das käme einer Katastrophe gleich. Wenn wir uns einer Beteiligung an diesem Prozeß entziehen würden, so würden wir vieles einbüßen. Wir würden keine Grundlagen für das neue Verhältnis zu Deutschland schaffen und die gesamteuropäische Situation beeinträchtigen.“

In einer Pressekonferenz bezeichnete Kohl am 17. Juli die Ergebnisse seiner Russlandreise als „Durchbruch auf dem Weg zur Regelung der äußeren Aspekte der deutschen Einheit“. Dies wird von Hans-Ulrich Wehler als „anheimelnde Legende“ abgetan, da Gorbatschow bereits bei seinem Staatsbesuch in den USA Anfang Juni gegenüber Präsident Bush eine Bündnisfreiheit des vereinigten Deutschland konzediert hatte. Bush hatte das dem Bundeskanzler auch telefonisch mitgeteilt, der die Tragweite der Information aber nicht erfasst habe.
Das Zwei-plus-Vier-Treffen in Paris nahm die bundesdeutsch-sowjetischen Vereinbarungen zur Kenntnis. Staatssekretär Hans-Jürgen Misselwitz, der nach Meckels Rücktritt am 20. August die DDR vertrat, zeigte sich aber unzufrieden, dass seine Regierung in die Gespräche in Moskau und im Kaukasus nicht einbezogen worden war, doch spielte die DDR in diesem Prozess schon keine Rolle mehr: Man hörte die Ansicht des Staatssekretärs ruhig an und ging zur Tagesordnung über. Wichtiger war die Haltung des polnischen Außenministers Krzysztof Skubiszewski, der diesmal an den Beratungen teilnahm. Nachdem ihm zugesagt geworden war, die endgültige Anerkennung der deutsch-polnischen Grenze in das verbindliche Abschlussdokument der Zwei-plus-Vier-Verhandlungen aufzunehmen, bestand er nicht mehr darauf, dass sie vor der Wiedervereinigung ausgesprochen werden müsse. Außerdem vereinbarten Genscher und Schewardnadse einen Generalvertrag über die künftige deutsch-sowjetische Zusammenarbeit und einen Überleitungsvertrag über die auf deutschem Boden stationierten Truppen.
Ende August meldete Schewardnadse Bedarf an weiterer deutscher Finanzhilfe an, andernfalls könnte sich der Abzug der sowjetischen Truppen bis 1997 verzögern. Nach einigem Feilschen einigte man sich am 10. September auf einen weiteren Kredit von 15 Milliarden DM, davon drei Milliarden zinslos. Zwei Tage später kamen die sechs Außenminister zum Abschluss der Zwei-plus-Vier-Verhandlungen in Moskau zusammen. Ort war das Hotel Oktjabrskaja („Oktober“), der bisherige Tagungsort der Warschauer Vertragsorganisation.
Bis zuletzt war der Ausgang der Verhandlungen fraglich gewesen. Nachdem Gorbatschow und Kohl am 10. September telefonisch den besonders umstrittenen Abzug der sowjetischen Truppen aus dem Bundesgebiet auf den Zeitraum bis Ende 1994 festgelegt hatten, wuchsen vor allem die Bedenken auf französischer und britischer Seite. Die Regierungen beider Länder waren bis dahin davon ausgegangen, dass die Wiedervereinigung wegen sowjetischer Bedenken erst in weiter Zukunft zustande kommen würde. Letztlich erkannte die Sowjetunion, dass sie „von einem saturierten sowie einem fest in die westlichen Gemeinschaften integrierten Deutschland größere Wirtschaftshilfe erwarten konnte.“ Man ging davon aus, dass der „reduzierte Einfluß der Sowjetunion in Mitteleuropa […] politisch kompensiert“ werde „durch die in Aussicht genommenen neuen Formen der Zusammenarbeit mit dem vereinten Deutschland“, wie etwa die dem deutsch-sowjetischen Verhältnis verliehene „neue Qualität“.
Die Regierung Thatcher unternahm noch einen letzten Versuch, die Einigung zu verzögern, indem sie forderte, nach einer Wiedervereinigung auch auf dem Gebiet der ehemaligen DDR militärische Manöver abhalten zu dürfen. Von sowjetischer Seite wurde dies, wie von den Briten erwartet, entschieden abgelehnt. In einer nächtlichen Verhandlungsrunde vom 11. auf den 12. September setzte der amerikanische Außenminister Baker auf Betreiben Genschers bei den Briten insoweit einen Verzicht auf weitreichende NATO-Manöver im Osten Deutschlands durch, als man sich auf eine zusätzliche Protokollnotiz einigte, wonach diese nur unter Berücksichtigung der Sicherheitsinteressen der Sowjetunion abgehalten werden sollen; die Bundesregierung eines vereinigten Deutschland würde demnach in vernünftiger und verantwortungsvoller Weise über die Anwendung des Wortes ‚verlegt‘ entscheiden, also unter Berücksichtigung der Sicherheitsinteressen jeder Vertragspartei. Somit war Thatchers Versuch vereitelt worden. In Artikel 7 Abs. 1 des Vertrags heißt es:

„Die Französische Republik, die Union der Sozialistischen Sowjetrepubliken, das Vereinigte Königreich Großbritannien und Nordirland und die Vereinigten Staaten von Amerika beenden hiermit ihre Rechte und Verantwortlichkeiten in bezug auf Berlin und Deutschland als Ganzes. Als Ergebnis werden die entsprechenden, damit zusammenhängenden vierseitigen Vereinbarungen, Beschlüsse und Praktiken beendet und alle entsprechenden Einrichtungen der Vier Mächte aufgelöst.“

Unter dem Titel „Vertrag über die abschließende Regelung in bezug auf Deutschland“ verzichteten die vier Mächte, die Hauptalliierten im Zweiten Weltkrieg, auf ihr Vorbehaltsrecht in Bezug auf Deutschland. Der Zwei-plus-Vier-Vertrag wurde erst 1991 durch alle Vertragsstaaten – zuletzt am 4. März 1991 durch den Obersten Sowjet der UdSSR – ratifiziert. In Kraft treten sollte der Vertrag mit Hinterlegung der letzten Ratifikationsurkunde. Dies war bis zum Schluss hochumstritten und keineswegs gesichert, weshalb die Vertreter Frankreichs, der Sowjetunion, Großbritanniens und der USA am 1. Oktober 1990 in New York eine Erklärung abgaben, nach der ihre „Rechte und Verantwortlichkeiten in bezug auf Berlin und Deutschland als Ganzes mit Wirkung vom Zeitpunkt der Vereinigung Deutschlands bis zum Inkrafttreten des Vertrags über die abschließende Regelung in bezug auf Deutschland ausgesetzt“ seien.
Am 13. März 1991 flog das sowjetische Militär den ehemaligen Staatschef der DDR Erich Honecker trotz deutschen Haftbefehls vom 30. November 1990 gemeinsam mit seiner Frau Margot aus dem Militärhospital Beelitz-Heilstätten bei Potsdam nach Moskau aus und entzog Honecker somit vorläufig einem Prozess in Deutschland. Dies bedeutete tatsächlich eine Verletzung der deutschen Souveränität: Die sowjetischen Militärbehörden verstießen damit de facto gegen den Vertrag vom 12. Oktober 1990 über die Bedingungen des befristeten Aufenthalts und die Modalitäten des planmäßigen Abzugs der sowjetischen Truppen aus dem Gebiet der Bundesrepublik Deutschland und gegen das Völkerrecht. Die Sowjetunion rechtfertigte die Aktion als „humanitäre Hilfeleistung“ für Honecker, der sich als „politischer Flüchtling“ verstand, wobei der Vorgang „nicht politisch befrachtet werden sollte“, so der sowjetische Gesandte in Berlin, Igor Maximytschew. Die Bundesregierung verhinderte Honeckers Verbringung nach Moskau nicht und reagierte erst 30 Stunden später mit der Einbestellung des sowjetischen Botschafters ins Kanzleramt. Die Ratifikationsurkunde wurde von sowjetischer Seite erst am 15. März 1991, also nach Honeckers Flucht, von Botschafter Wladislaw Terechow an Bundesaußenminister Genscher übergeben und der gebilligte „2+4“-Vertrag trat erst dadurch in Kraft, gleichwohl schon mit der Aussetzungs-Erklärung der Außenminister der vier Großmächte offiziell „die Tätigkeit aller entsprechenden Einrichtungen […] ab dem Zeitpunkt der Vereinigung Deutschlands ebenfalls ausgesetzt“ worden war.

## Bestimmungen des Vertrages

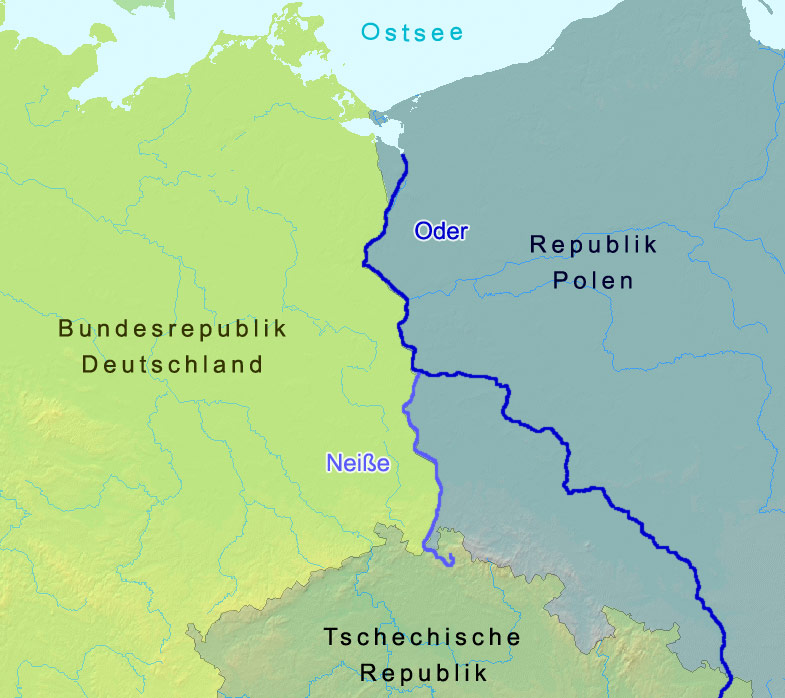
Die völkerrechtlich festgeschriebene Oder-Neiße-Grenze seit 1990: Auch wenn es in den Ostgebieten nach 1945 keine deutsche rechtsprechende Gewalt mehr gab, waren sie nicht aus dem Jurisdiktionsbereich Deutschlands entlassen worden. Erst mit dem Zwei-plus-Vier-Vertrag verlor Deutschland die territoriale Souveränität über die Gebiete östlich von Oder und Neiße.

Der Vertrag – er wird auch als Souveränitätsvertrag bezeichnet – regelt in zehn Artikeln einvernehmlich die außenpolitischen Aspekte wie auch sicherheitspolitischen Bedingungen der deutschen Vereinigung und wird hinsichtlich seiner Wirkung auch als Friedensvertrag zwischen Deutschland und den Siegermächten sowie Polen behandelt, auch wenn – weil „praktisch gegenstandslos“ – er „ausdrücklich diese Bezeichnung nicht erhielt“ (s. u.) und selbst im Potsdamer Abkommen stattdessen eine „friedensvertragliche Regelung“ vorgesehen war. Der Zwei-plus-Vier-Vertrag bildet damit „praktisch das außenpolitische Grundgesetz des vereinten Deutschland“. Durch die Beendigung noch bestehender alliierter Hoheitsrechte wurden unter anderem die bis dahin gültigen Potsdamer Beschlüsse abgelöst. Das Ergebnis war die Wiederherstellung der deutschen Einheit. Außerdem wurden Rechte und Verantwortlichkeiten der Regierungen der Französischen Republik, der Sowjetunion, des Vereinigten Königreichs und der Vereinigten Staaten beendet, die Restbestände der aus der Berliner Erklärung von 1945 herrührenden „supreme authority in Germany“ (oberste Regierungsgewalt) waren. Deutschland erlangte „demgemäß volle Souveränität über seine inneren und äußeren Angelegenheiten“ unter dem Namen Bundesrepublik Deutschland ein halbes Jahr vor dem eigentlichen Inkrafttreten des Vertrags, faktisch bereits am 3. Oktober 1990, zurück. In der Präambel heißt es:

„[…] in dem Bewußtsein, daß ihre Völker seit 1945 miteinander in Frieden leben, […]

eingedenk der Prinzipien der in Helsinki unterzeichneten Schlußakte der Konferenz über Sicherheit und Zusammenarbeit in Europa,

in Anerkennung, daß diese Prinzipien feste Grundlagen für den Aufbau einer gerechten und dauerhaften Friedensordnung in Europa geschaffen haben, […]

in Anerkennung dessen, daß dadurch und mit der Vereinigung Deutschlands als einem demokratischen und friedlichen Staat die Rechte und Verantwortlichkeiten der Vier Mächte in bezug auf Berlin und Deutschland als Ganzes ihre Bedeutung verlieren, […]“

- Das Staatsgebiet des vereinten Deutschlands wird die Gebiete der Bundesrepublik Deutschland, der Deutschen Demokratischen Republik und ganz Berlins umfassen.
- Die bestehenden Grenzen sind endgültig. Das vereinigte Deutschland verpflichtet sich, keine Gebietsansprüche zu erheben, beispielsweise auf die seit dem Zweiten Weltkrieg de facto, jedoch damals nicht völkerrechtlich zu Polen und der Sowjetunion gehörenden Gebiete des Deutschen Reiches östlich der Oder-Neiße-Linie. Die DDR hatte sie bereits 1950 im Görlitzer Abkommen als „Staatsgrenze zwischen Deutschland und Polen“ anerkannt und als „unantastbare Friedens- und Freundschaftsgrenze“ bezeichnet.[61] Die Bundesrepublik anerkannte sie in den Ostverträgen 1970 (Warschauer und Moskauer Vertrag), ohne allerdings die Möglichkeit einer einvernehmlichen Neuregelung in einem späteren Friedensvertrag auszuschließen. Nun verpflichtete sie sich in einem Pactum de contrahendo mit Polen, einen völkerrechtlich bindenden Vertrag über die gemeinsame Grenze abzuschließen.[62]
- Das vereinigte Deutschland bekräftigt sein Bekenntnis zum Frieden und verzichtet auf atomare, biologische und chemische Waffen.[63]
- Die Truppenstärke der deutschen Streitkräfte wird von weit über 500.000 auf 370.000 Mann reduziert und beschränkt.
- Die sowjetische Westgruppe der Truppen (GSTD) wird vom Gebiet der ehemaligen DDR und des Landes Berlin bis spätestens 1994 abgezogen.
- Kernwaffen und ausländische Truppen dürfen auf ostdeutschem Gebiet nicht stationiert oder dorthin verlegt werden; damit ist Ostdeutschland eine atomwaffenfreie Zone. In einem weiteren pactum de contrahendo verpflichtet sich Deutschland, Verträge mit den Mächten zu schließen, die Truppen in Deutschland stationiert haben.[62]
- Die Viermächte-Verantwortung in Bezug auf Berlin und Deutschland als Ganzes wird beendet.
- Der Vertrag stellt die volle innere und äußere Souveränität des vereinigten Deutschland her.
- „Die Regierungen der Bundesrepublik Deutschland und der Deutschen Demokratischen Republik werden sicherstellen, daß die Verfassung des vereinten Deutschland keinerlei Bestimmungen enthalten wird, die mit diesen Prinzipien unvereinbar sind. Dies gilt dementsprechend für die Bestimmungen, die in der Präambel und in den Artikeln 23 Satz 2 und 146 des Grundgesetzes für die Bundesrepublik Deutschland niedergelegt sind.“ (Art. 1 Absatz 4)
- „Die Regierungen der Bundesrepublik Deutschland und der Deutschen Demokratischen Republik erklären, daß das vereinte Deutschland keine seiner Waffen jemals einsetzen wird, es sei denn in Übereinstimmung mit seiner Verfassung und der Charta der Vereinten Nationen.“ (Art. 2 Satz 3)

Eine zusätzliche Note schrieb deutscherseits die Bodenreform in der DDR für alle Zeiten fest.
Die Unterzeichner des Vertrages am 12. September 1990 in Moskau waren die Außenminister Hans-Dietrich Genscher für die Bundesrepublik, Lothar de Maizière für die DDR (nach dem Ausscheiden von Markus Meckel aus der Regierung de Maizière), Roland Dumas für Frankreich, Eduard Schewardnadse für die UdSSR, Douglas Hurd für Großbritannien und James Baker für die USA. Da die Volkskammer das Staatssymbol der DDR mit Hammer, Zirkel und Ährenkranz bereits abgeschafft hatte, führte die DDR-Delegation keinen amtlichen Stempel mit. Die Sowjetunion hätte ohne das Siegel die Unterschrift für die DDR und somit die Echtheit der Urkunde aber nicht anerkannt, deshalb musste eigens ein Sondergesandter aus der nahegelegenen Botschaft einen ausgedienten Stempel mit dem Emblem herbeischaffen.
Der Völkerrechtler Dieter Blumenwitz schreibt:

„Die beiden deutschen Staaten handelten nur im eigenen Namen und nicht als Vertreter Deutschlands […]. Gemäß Art. 8 I 2 des Vertrages hat dann jedoch die Ratifikation ‚auf deutscher Seite durch das vereinte Deutschland‘ zu erfolgen; der Vertrag soll ‚für das vereinte Deutschland‘ in Kraft treten (Art. 9 S. 1) und ‚daher für das vereinte Deutschland‘ auch gelten (Art. 8 I 2). […]

Politisch soll durch die gewählte Verfahrensweise sichergestellt werden, daß Brüche und Verwerfungen in den zwischenstaatlichen Beziehungen, wie sie in Fällen der Staatensukzession vorkommen können, vermieden werden. Es ist zwar ungewöhnlich, daß ein Rechtssubjekt als ‚Verhandlungsstaat‘ den Vertragstext abfaßt und annimmt, ein anderes Rechtssubjekt aber seine Zustimmung bekundet, durch den Vertragstext gebunden zu sein; es ist jedoch grundsätzlich möglich, daß ein Staat einer vertraglichen Regelung zustimmt und rechtlich gebunden wird, obgleich er nicht ‚Verhandlungsstaat‘ war.“

Die sowjetischen Ehrenmale und Friedhöfe wie in Berlin im Treptower Park oder Tiergarten als sowjetische Kriegsgräberstätten waren im Rahmen des Vertrags ein wichtiger Verhandlungspunkt der sowjetischen Seite zur deutschen Wiedervereinigung. Die Bundesrepublik verpflichtete sich daher im Abkommen vom 16. Dezember 1992 zwischen der Regierung der Bundesrepublik Deutschland und der Regierung der Russischen Föderation über Kriegsgräberfürsorge, den Bestand der Denkmale dauerhaft zu gewährleisten, sie zu unterhalten und zu reparieren. Jedwede Veränderungen der Kriegsgräber bedürfen daher der Zustimmung Russlands.

## Anstatt eines Friedensvertrages
Als die politisch geforderte und rechtlich notwendige Friedensregelung mit Deutschland nach dem Zweiten Weltkrieg markiert der Zwei-plus-Vier-Vertrag das Ende der Nachkriegszeit – Deutschland einschließlich Berlin war infolgedessen endgültig von besatzungsrechtlichen Beschränkungen befreit – und gilt als ein maßgeblicher diplomatischer Beitrag zur Friedensordnung in Europa. Der Vertrag wird als sogenannter Statusvertrag angesehen, dessen Rechtswirkungen sich auch auf dritte Staaten erstrecken. Der Zwei-plus-Vier-Vertrag stellt die „abschließende Regelung in bezug auf Deutschland“ dar. Damit besitzt er friedensvertragliche Qualität, ist aber selbst kein Friedensvertrag. Laut den Wissenschaftlichen Diensten des Deutschen Bundestages wurde er „anstelle eines Friedensvertrags“ geschlossen, der Historiker Constantin Goschler nennt ihn einen „Als-ob-Friedensvertrag“.
Die Annahme des Zwei-plus-Vier-Vertrages war Voraussetzung der Vier Mächte zu deren Zustimmung zur deutschen vollständigen Souveränität, da nach dem Zweiten Weltkrieg kein gesonderter Friedensvertrag abgeschlossen worden war. Der Rechtswissenschaftler Klaus Stern schreibt:

„Ein zusätzlicher Friedensvertrag ist daher weder geplant noch machte er Sinn. Alles, was ein Friedensvertrag füglich enthalten sollte, ist mithin geregelt. Der Zwei-plus-vier-Vertrag ersetzt damit kraft seines auf mehr als Frieden gerichteten Inhalts jeden Friedensvertrag mit den Kriegsgegnern.“

Ein Friedensvertrag ist völkerrechtlich nicht die einzige Möglichkeit der Kriegsbeendigung: Diese kann auch durch einseitige Erklärungen, gestufte Teilregelungen oder schlicht durch faktische Wiederaufnahme der friedlichen Beziehungen erfolgen. Das bestehende Einverständnis findet sich im übertragenen Sinne in der Sprachregelung anstatt eines Friedensvertrages wieder; diese wurde auch getroffen, um „u. a. eventuell noch nicht erledigte[n] Reparationsforderungen einzelner Drittstaaten“ nicht nachkommen zu müssen. Dies bezog sich insbesondere auf Griechenland, dessen Forderungen in der Vergangenheit mit Verweis auf einen künftigen Friedensvertrag abgewiesen wurden. An einem „Friedensvertrag“ könne man „aus finanziellen Erwägungen kein Interesse haben“, so der Staatssekretär Friedrich Voss. Es „hätte zwangsläufig alle früheren Kriegsgegner des Deutschen Reiches als potentielle Vertragspartner auf den Plan gerufen […]“, woran aber „[w]eder die Vier Mächte noch die beiden deutschen Staaten […] ein Interesse [haben konnten]“. Es überwog vor allem das Argument, dass die vier Mächte USA, Frankreich, Großbritannien und UdSSR die ausschließliche Kompetenz über Deutschland als Ganzes innehatten. Insofern konnte die westdeutsche Diplomatie die unmittelbare Beteiligung anderer Staaten an der vertraglichen „abschließenden Regelung in bezug auf Deutschland“ verhindern. Darin waren sich alle beteiligten Vertragspartner einig. Denn „die Beteiligung der europäischen Nachbarn, aller 35 KSZE-Staaten oder gar der 65 Kriegsgegner des Zweiten Weltkrieges hätte nicht nur das Verfahren unzuträglich verlängert; weitere Beteiligte hätten ihre Zustimmung vermutlich gern an die Erfüllung alter und neuer Reparationsforderungen geknüpft.“
In einem internen Papier des Auswärtigen Amts vom 21. März 1990 heißt es:

„45 Jahre nach Beendigung des Zweiten Weltkriegs und weit über 30 Jahre nach der von den Alliierten zu unterschiedlichen Zeiten erklärten Beendigung des Kriegszustandes, nach Jahrzehnten friedlicher und vertrauensvoller und fruchtbarer Zusammenarbeit der Bundesrepublik Deutschland mit der internationalen Staatengemeinschaft und nach umfangreichen für die Regelung der Kriegsfolgen erbrachten Leistungen hat die Reparationsfrage ihre Berechtigung verloren.“

Der Rechtsstandpunkt, wonach es 1990 für eine Regelung der Reparationsfrage zu spät sei, gilt als „völkerrechtlicher Spagat“, da die Bundesregierung zuvor, etwa auf der Londoner Schuldenkonferenz 1952 und im Überleitungsvertrag 1954 erklärt hatte, die Reparationsfrage könne endgültig erst im Rahmen einer friedensvertraglichen Regelung erfolgen, und dazu sei es noch zu früh. Kohl verwies zur Rechtfertigung am 15. März 1990 in einem Telefonat mit Bush auf innenpolitische Gründe, da die Menschen in der Bundesrepublik keine Reparationsforderungen mehr akzeptieren würden. Zudem war besonders für die Bundesrepublik der Begriff des Friedensvertrages seit dem Versailler Vertrag negativ besetzt und war nicht zuletzt auch angesichts der Zeit, die seit Ende des Zweiten Weltkriegs vergangen war – er sei „vielfach als ‚anachronistisch‘ empfunden“ worden –, und der veränderten politischen Realität nicht angemessen.

„Nach dem Zweiten Weltkrieg hat es – zumindest für die Bundesrepublik Deutschland – keine dem Versailler Vertrag vergleichbaren Reparationsregelungen und damit auch keine nachvollziehbaren längerfristigen Reparationszahlungen gegeben. Vielmehr haben die Siegermächte einseitig Reparationen entnommen, die insgesamt gesehen ein Mehrfaches des von der Potsdamer Konferenz ursprünglich in Aussicht genommenen Gesamtumfangs ausmachen.
Im Rahmen der Deutschen Einigung wurde der Vertrag über die abschließende Regelung in Bezug auf Deutschland – der so genannte Zwei-plus-Vier-Vertrag – geschlossen. Die Bundesregierung hat diesen Vertrag in dem Verständnis abgeschlossen, dass damit auch die Reparationsfrage endgültig erledigt ist. Der Zwei-plus-Vier-Vertrag sieht keine weiteren Reparationen vor.“

Am 15. März 1991 wurde die Nachkriegsordnung mit abschließender Gültigkeit beseitigt. „Für den ‚2+4‘-Prozess [konnte] nur das Wiedervereinigungsmodell der Teilordnungslehre, aufbauend auf der rechtlichen Gleichordnung von Bundesrepublik und DDR, in Betracht kommen […]. Dies schließt die rechtliche Identität des vereinten Deutschlands mit der (alten) Bundesrepublik Deutschland und mit dem Deutschen Reich nicht aus […].“ Die Forderung nach einem Friedensvertrag ist daher im besten Wortsinn „historisch überholt“; die Vielzahl erheblich stärkerer völkerrechtlicher Vertragsbindungen sichert, dass die Mitgliedstaaten in Frieden zueinander stehen, wie z. B. innerhalb der NATO oder in der EU. „Außerdem wird sowohl im amtlichen Titel des Vertrages als auch in Absatz 12 der Präambel der ‚abschließende‘ Charakter des Vertrages in bezug auf Deutschland betont.“
Genscher, Bundesminister des Auswärtigen a. D., schrieb im Rückblick:

„Die mir nicht unwillkommene Debatte nutzte ich dazu, das stillschweigende Einverständnis der Vier, es werde keinen Friedensvertrag und keine friedensvertragsähnliche Regelung mehr geben, offenkundig zu machen: ‚Die Bundesregierung schließt sich der Erklärung der vier Mächte an und stellt dazu fest, daß die in der Erklärung der vier Mächte erwähnten Ereignisse und Umstände nicht eintreten werden, nämlich daß ein Friedensvertrag oder eine friedensvertragsähnliche Regelung nicht beabsichtigt sind.‘

Für das Protokoll erklärte der französische Außenminister, der den Vorsitz führte: ‚Ich stelle Konsens fest.‘ Damit war einvernehmlich niedergelegt, daß weder das Potsdamer Abkommen noch die Pariser Verträge der alten Bundesrepublik mit den drei Westmächten in Zukunft als Grundlage für die Forderung nach einem Friedensvertrag dienen konnten. Die Forderung nach einem Friedensvertrag konnte also definitiv nicht mehr erhoben werden – damit war uns auch die Sorge vor unübersehbaren Reparationsforderungen von den Schultern genommen. Es wurde besiegelt, was Dieter Kastrup auf Beamtenebene schon durchgesetzt hatte.“

Im Jahr 2000 schrieb Stern, diese Frage könne „materiell als erledigt betrachtet werden, nachdem bereits 1953 Polen und die Sowjetunion ihren Verzicht erklärt haben.“ 2017 aber erhoben sowohl Polen als auch Griechenland Reparationsforderungen gegen die Bundesrepublik Deutschland in Höhe von jeweils mehreren hundert Millionen Euro. Der Wissenschaftliche Dienst des Bundestags hat starke Zweifel daran, dass eine deutsche Regierung aufgrund der bestehenden Rechtslage Reparationsleistungen leisten wird.
Weil Deutschland aus reparationspolitischen Gründen einen Friedensvertrag mit allen ehemaligen Feindmächten vermieden hatte, musste die Frage der deutsch-polnischen Grenze in einem eigenen Vertrag abschließend geregelt werden. Am 14. November 1990 wurde der deutsch-polnische Grenzvertrag abgeschlossen, der die polnische Westgrenze endgültig völkerrechtlich festschrieb.
Der Zwei-plus-Vier-Vertrag wird heute als „Meisterwerk der Diplomatie“ gewürdigt und ist 2011 von der UNESCO in das Programm „Memory of the World“ aufgenommen worden. Er zählt damit zum Weltdokumentenerbe. Das einzige Vertragsoriginal wird im Politischen Archiv des Auswärtigen Amts verwahrt; ein Faksimile befindet sich im Genscher-Haus in Halle (Saale).

## Kontroverse zur NATO-Osterweiterung
1999 traten die ehemaligen Warschauer-Pakt-Staaten Polen, Tschechien und Ungarn der NATO bei. Dies wurde verschiedentlich als Wortbruch kritisiert, da führende Politiker von Mitgliedsstaaten der NATO im Zuge der Zwei-plus-Vier-Verhandlungen der sowjetischen Seite zugesagt hätten, die NATO werde sich nicht nach Osten ausdehnen, sondern man werde eine gemeinsame europäische Sicherheitsarchitektur errichten. Der russische Staatspräsident Boris Jelzin beschwerte sich etwa am 15. September 1993 brieflich bei US-Präsident Bill Clinton, der Zwei-plus-Vier-Vertrag schließe seinem Sinn nach eine NATO-Osterweiterung aus. Sein Nachfolger Wladimir Putin führte am 18. März 2014 den angeblichen Bruch westlicher Versprechen als Rechtfertigung für die russische Annexion der Krim an. Dies sei in den Verhandlungen, die zum Zwei-plus-Vier-Abkommen führten, der sowjetischen Seite zugesagt worden.
Tatsächlich hatte Genscher am 31. Januar 1990 in einer großen Rede bei der prominent besetzten Veranstaltung zur Zukunft der beiden Deutschlands, u. a. mit Willy Brandt und Günter Grass, in der Evangelischen Akademie Tutzing beispielsweise von der NATO gefordert:

„Sache der NATO ist es, eindeutig zu erklären: Was immer im Warschauer Pakt geschieht, eine Ausdehnung des NATO-Territoriums nach Osten, das heißt, näher an die Grenzen der Sowjetunion heran, wird es nicht geben. […] Der Westen muss auch der Einsicht Rechnung tragen, dass der Wandel in Osteuropa und der deutsche Vereinigungsprozess nicht zu einer Beeinträchtigung der sowjetischen Sicherheitsinteressen führen dürfen.“

Genscher erneuerte bei seiner Rede auf der SIPRI-IPW-Konferenz am 9. Februar in Potsdam seine in Tutzing formulierte Aufgabe an die NATO.
Ebenfalls am 9. Februar formulierte Baker bei seinem Treffen mit Außenminister Schewardnadse und Gorbatschow inhaltlich fast gleiche Vorschläge wie Genscher. Er soll Gorbatschow versprochen haben, wenn die USA ihre Präsenz in Deutschland im Rahmen der NATO behalte, werde deren Militärhoheit „nicht einen Zoll in östliche Richtung ausgedehnt“ werden, wie einige neue Veröffentlichungen formulieren. Unabhängig davon wird in der fünfseitigen Gemeinsamen Erklärung der Außenminister Baker und Schewardnadse vom 10. Februar 1990 zu den Gesprächen in Moskau zwischen Baker und Schewardnadse, sowie Baker und Gorbatschow, weder die Genscher-Formulierung noch Bakers angebliche Zusage, die NATO nicht nach Osten auszuweiten, thematisiert oder erwähnt. Dies setzt sich im offiziellen Kommuniqué der sowjetischen Administration vom 10. Februar zum Treffen Gorbatschows und Kohls und seinen Inhalten, aber auch in der Erklärung von Bundeskanzler Kohl am gleichen Tag abends vor der Presse in Moskau fort.
Am 11. April 1990 sagte der britische Außenminister Hurd beim Staatsbesuch in der Sowjetunion zu Gorbatschow, sein Land erkenne die Wichtigkeit an, „nichts zu tun, was sowjetischen Interessen und sowjetische Würde beeinträchtige“. Nur aufgrund dieser und zahlreicher ähnlich lautender Zusicherungen habe Gorbatschow in die Wiedervereinigung Deutschlands und dessen anschließende NATO-Mitgliedschaft eingewilligt. Svetlana Savranskaya und Tom Blanton kommen daher zu dem Schluss, dass die Klagen russischer Politiker durchaus berechtigt seien.
Der deutsche Politikwissenschaftler Hannes Adomeit widerspricht dem Narrativ vom westlichen Wortbruch: Bakers Aussage „nicht einen Zoll nach Osten“ habe sich nur darauf bezogen, dass das ehemalige Staatsgebiet der DDR nicht sofort in die NATO-Strukturen integriert werden sollte. Von Polen oder anderen Staaten des Warschauer Pakts sei keine Rede gewesen, darüber sei im Rahmen der Zwei-plus-Vier-Beratungen überhaupt nicht gesprochen worden. Zu ähnlichen Ergebnissen kommt auch der Schweizer Politikwissenschaftler Christian Nünlist: Genscher habe sich in Tutzing nur auf die DDR bezogen und später seine Meinung geändert. Ein Gentlemen’s Agreement oder ein Quid pro quo über einen Verzicht auf eine NATO-Osterweiterung habe es nie gegeben. Dies hätten Schewardnadse und Gorbatschow auch im Rückblick bestätigt. Dennoch sei die westliche Politik nicht ehrlich gewesen, denn sie „täuschte die Sowjetunion gleichzeitig mit vagen Versprechen einer kooperativen, inklusiven europäischen Sicherheitsordnung, während die Bush-Regierung bewusst die exklusive NATO (ohne die UdSSR) ins Zentrum der neuen Sicherheitsarchitektur in Europa rückte.“
Dagegen argumentiert der amerikanische Politikwissenschaftler Marc Trachtenberg, dass Genscher und Baker sich im Januar und Februar 1990 durchaus auf Osteuropa bezogen hätten und nicht nur auf die DDR. Dies werde durch weitere Äußerungen, etwa gegenüber der Presse, und den Kontext der Gespräche deutlich. Auch wenn diese Zusicherungen nicht in Vertragsform festgehalten wurden, seien sie doch politisch und moralisch bindend gewesen. Zwar sei kein expliziter Deal geschlossen worden, doch hätten die mündlichen Zusagen vom Februar es der sowjetischen Führung erleichtert, die entscheidenden Konzessionen zu machen.
In der umfangreichen Studie Not One Inch: America, Russia, and the Making of Post-Cold War Stalemate kommt die Historikerin Mary Elise Sarotte aufgrund von Akteneinsicht und Hintergrundgesprächen ebenfalls zu dem Urteil, dass es eine Zusage der Nicht-Ausdehnung der NATO so nicht gegeben habe. Sie rekonstruiert, wie insbesondere Genscher diese Idee in Gesprächen mit James Baker und auch Gorbatschow sowie auf der unteren Beamtenebene mit Vertretern der Sowjetunion geäußert habe. Ab Februar 1990 überzeugte George Bush nicht nur seinen Außenminister davon, diese Idee aufzugeben. Baker nahm Kontakt zum Auswärtigen Amt auf, um Genscher zu bitten, diese Idee fallen zu lassen. Genscher ließ sich vermutlich nicht sofort überzeugen, es kam mutmaßlich auch zum Disput mit Helmut Kohl, aber auf der Ebene der Regierungschefs wurde diese Idee nicht weiter verfolgt. Sarotte weist außerdem darauf hin, dass nicht nur die USA, sondern auch Frankreich und Großbritannien es zur Bedingung des Abschlussvertrags zur Wiedervereinigung machten, dass die NATO u. a. explizit die Erlaubnis habe, ihre Sicherheitsgarantien unter Artikel 5 auf das Gebiet Ostdeutschlands auszudehnen und kein explizites Verbot einer künftigen Bewegung der NATO nach Osten geben dürfe. Der Vertragsentwurf wurde durch eine Protokollnotiz ergänzt, dass nicht-deutsche NATO-Verbände die frühere innerdeutsche Grenze überschreiten dürfen, wenn diese nicht als Verschiebung bezeichnet würde. Was darunter zu verstehen sei, solle später geklärt werden. Moskau unterzeichnete den Vertrag wie alle anderen Partner. Die Autorin rekonstruiert ebenso den Streit zwischen Russland und dem westlichen Bündnis über die Auslegung dieser Vereinbarung, die sich im Disput über die NATO-Russland-Grundakte und den zum Teil falschen Behauptungen Jelzins und Putins darüber fortsetzen.

## Russische Drohung mit Aufkündigung
Im Zusammenhang mit der deutschen Unterstützung für die Ukraine nach dem russischen Überfall 2022 drohte der russische Politiker Juri Konstantinowitsch Gempel (Einiges Russland), den Zwei-plus-Vier-Vertrag aufzukündigen, da Deutschland gegen ihn verstoße. In russischen Medien hieß es, dass in diesem Fall Russland berechtigt wäre, das Gebiet der ehemaligen DDR zu okkupieren. Völkerrechtler erklären dazu, dass deutscherseits keine solchen Verstöße vorliegen und eine Kündigung des Vertrags durch Russland für Deutschland ohne Folgen bliebe.